# Elecciones estatales de Turingia de 2024
Las elecciones estatales de Turingia fueron realizadas el 1 de septiembre de 2024.
El gobierno actual es un gobierno en minoría formado por La Izquierda, el Partido Socialdemócrata (SPD) y Los Verdes, encabezado por el Ministro-Presidente Bodo Ramelow de La Izquierda. Como resultado de la crisis de gobierno de Turingia de 2020, hubo un acuerdo entre partidos para celebrar elecciones estatales anticipadas el 25 de abril de 2021. En enero de 2021, las partes involucradas acordaron posponer las elecciones hasta el 26 de septiembre debido a la pandemia de COVID-19 en Alemania. Todos los planes para unas elecciones anticipadas fueron abandonados más tarde cuando quedó claro que no había suficientes votos para disolver el parlamento estatal. El Ministro-Presidente Ramelow propuso el 1 de septiembre como fecha para las elecciones estatales de 2024, que luego fue aprobada por su gabinete y el parlamento estatal.
La Alternativa para Alemania (AfD) se convirtió en el partido más votado con el 33% de los votos, su mejor resultado histórico y la primera vez que se situaba en primer lugar en unas elecciones estatales en Alemania. La coalición gobernante en el poder sufrió pérdidas dramáticas: la Izquierda perdió más de la mitad de su apoyo y cayó al cuarto lugar con el 13%, mientras que el SPD registró su peor resultado en una elección estatal de posguerra. Los Verdes y el FDP perdieron todos sus escaños. La Unión Demócrata Cristiana (CDU) registró pequeñas ganancias y quedó en segundo lugar con el 24%. La recién fundada Alianza Sahra Wagenkencht (BSW) debutó en tercer lugar con el 16%.
La AfD se convirtió en el primer partido de extrema derecha en Alemania desde el Partido Nazi en ganar una pluralidad de escaños en una elección estatal.

## Encuestas

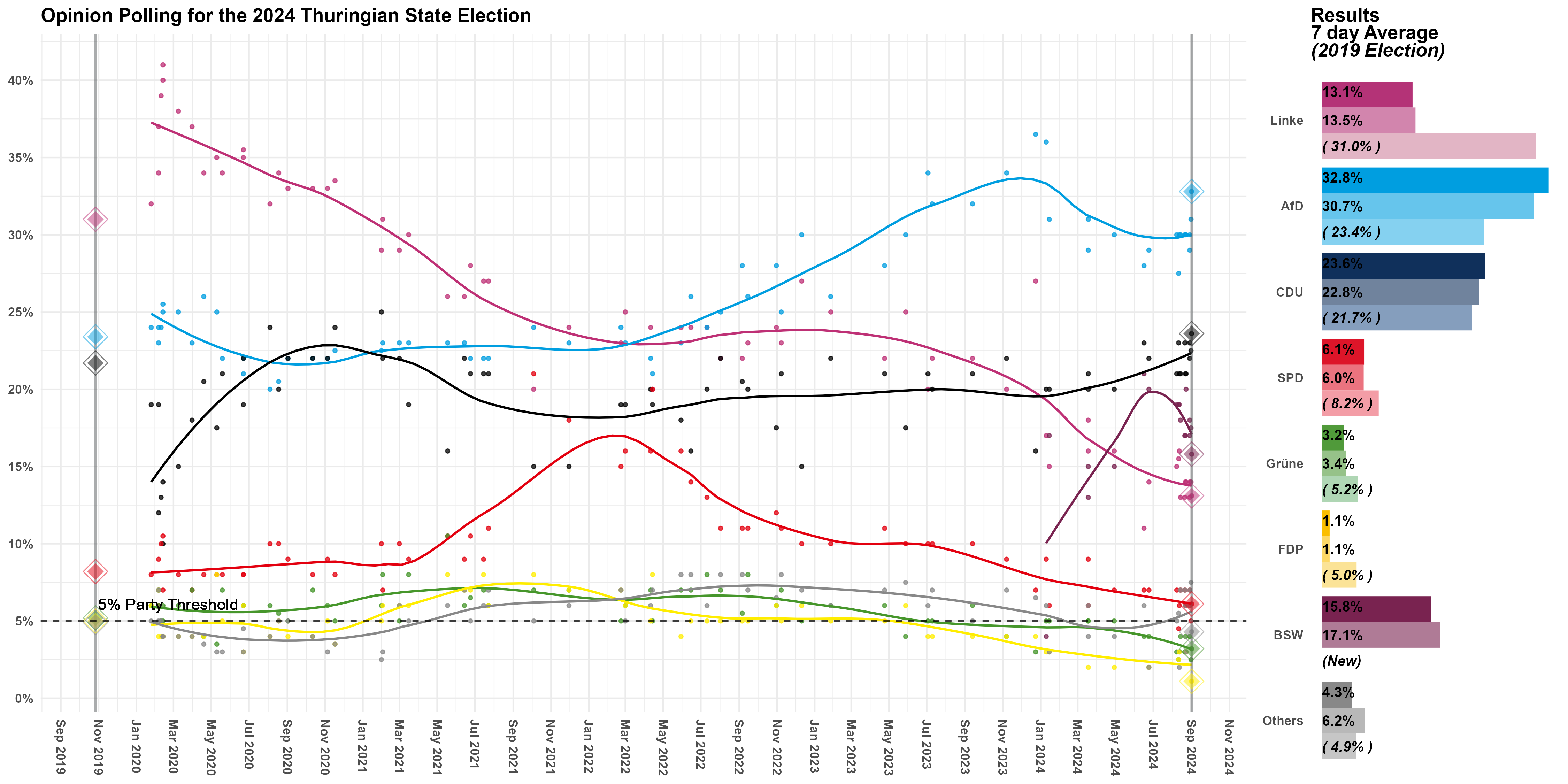

## Antecedentes

### Elección previa
En las elecciones estatales anteriores, celebradas el 27 de octubre de 2019, La Izquierda se convirtió por primera vez en el partido más grande en cualquier estado alemán, obteniendo el 31,0% de los votos emitidos. Alternativa para Alemania (AfD) obtuvo los mayores avances, aumentando su porcentaje de votos en casi 13 puntos porcentuales y se convirtió en el segundo partido más grande con un 23,4%. La Unión Demócrata Cristiana (CDU), que hasta entonces era el partido más grande del parlamento estatal, perdió casi 12 puntos y cayó al tercer lugar con un 21,7%. El Partido Socialdemócrata (SPD) quedó en cuarto lugar con un 8,2%. Los Verdes mantuvieron por poco su permanencia en la legislatura, obteniendo el 5,2% de los votos. El Partido Democrático Libre (FDP) ingresó al parlamento estatal por primera vez desde 2009, superando el umbral electoral del 5% por sólo 73 votos.
El ministro presidente en ejercicio, Bodo Ramelow, de La Izquierda, había encabezado un gobierno de coalición de La Izquierda, el SPD y los Verdes desde 2014. Los avances de la izquierda se vieron respaldados por las pérdidas del SPD y los Verdes, y la coalición perdió su mayoría.

### Crisis de gobierno
El 5 de febrero, el parlamento estatal eligió por estrecho margen al líder estatal del FDP, Thomas Kemmerich, como ministro presidente, con 45 votos frente a los 44 del actual Bodo Ramelow. Kemmerich fue elegido con el apoyo del FDP, la CDU y, de manera controvertida, la AfD. Era la primera vez que AfD participaba en la elección de un jefe de gobierno en Alemania. Algunos consideraron que la aparente cooperación de los tres partidos rompía el cordón sanitario en torno a AfD que había estado vigente desde su formación, en el que todos los demás partidos intentaban negarle gobierno o influencia política a AfD, negándose a negociar o trabajar con ellos en cualquier nivel. Esto provocó una gran controversia en todo el país, y muchos políticos expresaron su indignación, incluida la canciller federal y exlíder de la CDU, Angela Merkel, quien lo describió como "imperdonable" y condenó la participación de su partido. Kemmerich anunció su dimisión pendiente el 6 de febrero, apenas un día después de asumir el cargo. Presentó su dimisión el 8 de febrero, pero permaneció en el cargo de forma interina.
Tras las conversaciones, la Izquierda, la CDU, el SPD y los Verdes anunciaron el 21 de febrero que habían llegado a un acuerdo para celebrar unas nuevas elecciones para Ministro-Presidente el 4 de marzo de 2020 y unas nuevas elecciones estatales el 25 de abril de 2021. Los cuatro partidos declararon que apoyarían a Ramelow como Ministro-Presidente y que lideraría un gobierno interino durante los próximos 13 meses hasta que se celebraran las elecciones. Este gobierno comprendería el mismo acuerdo rojo-rojo-verde que gobernó Turingia desde 2014 hasta febrero de 2020, pero no buscaría aprobar un presupuesto antes de las elecciones. Entre ellos, los cuatro partidos ocupan 63 de los 90 escaños del parlamento estatal (70%), más de los dos tercios necesarios para disolver el parlamento estatal y provocar elecciones anticipadas. Ramelow fue elegido Ministro-Presidente por el parlamento estatal después de tres rondas de votación el 4 de marzo. En las dos primeras rondas, la izquierda, el SPD y los Verdes votaron por Ramelow, mientras que AfD votó por Höcke, la CDU se abstuvo y el FDP no votó ni se abstuvo. En la tercera vuelta, Höcke se retiró y Ramelow fue elegido con 43 votos a favor, 23 en contra y 20 abstenciones.

## Partidos participantes
Un total de 17 partidos presentaron listas electorales. De ellos, el 5 de julio de 2024 se aprobaron las siguientes 15 listas:

### Formaciones con representación parlamentaria
| Partido(s) | Partido(s) | Partido(s)                            | Ideología              | Posición        | Cabeza/s de lista  | Escaños en el Parlamento |
| ---------- | ---------- | ------------------------------------- | ---------------------- | --------------- | ------------------ | ------------------------ |
|            | Linke      | La Izquierda                          | Socialismo democrático | Izquierda       | Bodo Ramelow       | 29/90                    |
|            | AfD        | Alternativa para Alemania             | Populismo de derecha   | Extrema derecha | Björn Höcke        | 22/90                    |
|            | CDU        | Unión Demócrata Cristiana de Alemania | Democracia cristiana   | Centroderecha   | Mario Voigt        | 21/90                    |
|            | SPD        | Partido Socialdemócrata de Alemania   | Socialdemocracia       | Centroizquierda | Georg Maier        | 8/90                     |
|            | Grüne      | Alianza 90/Los Verdes                 | Política verde         | Centroizquierda | Madeleine Henfling | 5/90                     |
|            | FDP        | Partido Democrático Libre             | Liberalismo clásico    | Centroderecha   | Thomas Kemmerich   | 5/90                     |

### Formaciones sin representación parlamentaria
| Candidatura | Candidatura                                                | Cabeza de lista     | Ideología                | Posición          |
| ----------- | ---------------------------------------------------------- | ------------------- | ------------------------ | ----------------- |
|             | Alianza Sahra Wagenknecht-Por la Razón y la Justicia (BSW) | Katja Wolf          | Populismo de izquierda   | Izquierda         |
|             | Alianza Alemania (BD)                                      | Steffi Brönner      | Conservadurismo          | Centroderecha     |
|             | Votantes Libres (FW)                                       | Andreas Hummel      | Localismo                | Centroderecha     |
|             | Partido Acción por la Protección Animal (Tierschutz hier!) | Daniel Riedel       | Derechos de los animales | Centroizquierda   |
|             | Unión de los Valores (WU)                                  | Albert Weiler       | Liberalismo económico    | Centroderecha     |
|             | Partido Marxista-Leninista de Alemania (MLPD)              | Tassilo Timm        | Comunismo                | Extrema izquierda |
|             | Partido de las Familias de Alemania (Familie)              | Sven Seyfarth       | Conservadurismo          | Centro            |
|             | Partido Ecológico-Democrático (ÖDP)                        | Martin Truckenbrodt | Conservadurismo verde    | Centroderecha     |
|             | Partido Pirata de Alemania (Piraten)                       | Heidrun Jänchen     | Movimiento pirata        | Centro            |

## Resultados

### Estatales
|  | 34.33 % |

|  | 32.84 % |

|  | 33.48 % |

|  | 23.61 % |

|  | 2.40 % |

|  | 15.77 % |

|  | 15.16 % |

|  | 13.05 % |

|  | 7.78 % |

|  | 6.05 % |

|  | 1.61 % |

|  | 3.17 % |

|  | 2.81 % |

|  | 1.27 % |

|  | 1.57 % |

|  | 1.12 % |

|  | 1.00 % |

|  | 0.56 % |

|  | 0.35 % |

|  | 0.47 % |

|  | 0.46 % |

|  | 0.04 % |

|  | 0.31 % |

|  | 0.18 % |

|  | 0.20 % |

|  | 0.05 % |

|  | 0.11 % |

|  | 0.23 % |

|  | 97.56 % |

|  | 99.15 % |

|  | 2.44 % |

|  | 0.85 % |

|  | 100.00 % |

|  | 100.00 % |

|  | 73.59 % |

|  | 73.59 % |

### Por mandatos directos
| Resultados en las elecciones estatales de Turingia de 2024 por distrito electoral | Resultados en las elecciones estatales de Turingia de 2024 por distrito electoral | Resultados en las elecciones estatales de Turingia de 2024 por distrito electoral | Resultados en las elecciones estatales de Turingia de 2024 por distrito electoral | Resultados en las elecciones estatales de Turingia de 2024 por distrito electoral | Resultados en las elecciones estatales de Turingia de 2024 por distrito electoral | Resultados en las elecciones estatales de Turingia de 2024 por distrito electoral | Resultados en las elecciones estatales de Turingia de 2024 por distrito electoral | Resultados en las elecciones estatales de Turingia de 2024 por distrito electoral | Resultados en las elecciones estatales de Turingia de 2024 por distrito electoral | Resultados en las elecciones estatales de Turingia de 2024 por distrito electoral | Resultados en las elecciones estatales de Turingia de 2024 por distrito electoral |      |      |      |     |     |     |
| Distrito electoral                                                                | Distrito electoral                                                                | Miembro saliente                                                                  | Miembro saliente                                                                  | Miembro electo                                                                    | Miembro electo                                                                    | Resultado electoral por lista                                                     | Resultado electoral por lista                                                     | Resultado electoral por lista                                                     | Resultado electoral por lista                                                     | Resultado electoral por lista                                                     | Resultado electoral por lista                                                     |      |      |      |     |     |     |
| Distrito electoral                                                                | Distrito electoral                                                                | Miembro saliente                                                                  | Miembro saliente                                                                  | Miembro electo                                                                    | Miembro electo                                                                    | AfD                                                                               | CDU                                                                               | BSW                                                                               | Linke                                                                             | SPD                                                                               | Otros                                                                             |      |      |      |     |     |     |
| --------------------------------------------------------------------------------- | --------------------------------------------------------------------------------- | --------------------------------------------------------------------------------- | --------------------------------------------------------------------------------- | --------------------------------------------------------------------------------- | --------------------------------------------------------------------------------- | --------------------------------------------------------------------------------- | --------------------------------------------------------------------------------- | --------------------------------------------------------------------------------- | --------------------------------------------------------------------------------- | --------------------------------------------------------------------------------- | --------------------------------------------------------------------------------- | ---- | ---- | ---- | --- | --- | --- |
| Distrito electoral                                                                | Distrito electoral                                                                | Miembro saliente                                                                  | Miembro saliente                                                                  | Miembro electo                                                                    | Miembro electo                                                                    | 001                                                                               | Eichsfeld I                                                                       |                                                                                   | Thadäus König                                                                     | Thadäus König                                                                     |                                                                                   | 29.5 | 39.3 | 10.6 | 9.6 | 4.0 | 7.0 |
| 002                                                                               | Eichsfeld II                                                                      |                                                                                   | Christina Tasch                                                                   | Christina Tasch                                                                   |                                                                                   | 28.8                                                                              | 35.5                                                                              | 12.6                                                                              | 11.7                                                                              | 4.5                                                                               | 6.9                                                                               |      |      |      |     |     |     |
| 003                                                                               | Nordhausen I                                                                      |                                                                                   | Birgit Pommer                                                                     | Jörg Prophet                                                                      |                                                                                   | 33.5                                                                              | 24.9                                                                              | 18.1                                                                              | 12.9                                                                              | 5.3                                                                               | 5.3                                                                               |      |      |      |     |     |     |
| 004                                                                               | Nordhausen II                                                                     |                                                                                   | Katja Mitteldorf                                                                  | Kerstin Düben-Schaumann                                                           |                                                                                   | 34.2                                                                              | 22.2                                                                              | 17.0                                                                              | 13.9                                                                              | 6.3                                                                               | 6.4                                                                               |      |      |      |     |     |     |
| 005                                                                               | Wartburgkreis I                                                                   |                                                                                   | Martin Henkel                                                                     | Uwe Krell                                                                         |                                                                                   | 36.4                                                                              | 28.0                                                                              | 14.3                                                                              | 10.0                                                                              | 4.2                                                                               | 7.1                                                                               |      |      |      |     |     |     |
| 006                                                                               | Wartburgkreis II – Eisenach                                                       |                                                                                   | Raymond Walk                                                                      | Ulrike Jary                                                                       |                                                                                   | 33.6                                                                              | 25.3                                                                              | 14.3                                                                              | 12.4                                                                              | 6.7                                                                               | 7.7                                                                               |      |      |      |     |     |     |
| 007                                                                               | Wartburgkreis III                                                                 |                                                                                   | Marcus Malsch                                                                     | Marcus Malsch                                                                     |                                                                                   | 35.3                                                                              | 24.6                                                                              | 15.7                                                                              | 11.7                                                                              | 5.5                                                                               | 7.2                                                                               |      |      |      |     |     |     |
| 008                                                                               | Unstrut-Hainich-Kreis I                                                           |                                                                                   | Jonas Urbach                                                                      | Jonas Urbach                                                                      |                                                                                   | 31.2                                                                              | 25.5                                                                              | 15.6                                                                              | 13.0                                                                              | 6.6                                                                               | 8.1                                                                               |      |      |      |     |     |     |
| 009                                                                               | Unstrut-Hainich-Kreis II                                                          |                                                                                   | Lars Schütze                                                                      | Stefan Möller                                                                     |                                                                                   | 34.6                                                                              | 23.7                                                                              | 16.6                                                                              | 12.6                                                                              | 4.9                                                                               | 7.6                                                                               |      |      |      |     |     |     |
| 010                                                                               | Kyffhäuserkreis I – Eichsfeld III                                                 |                                                                                   | Stefan Schard                                                                     | Stefan Schard                                                                     |                                                                                   | 35.7                                                                              | 23.7                                                                              | 17.3                                                                              | 12.1                                                                              | 5.8                                                                               | 5.4                                                                               |      |      |      |     |     |     |
| 011                                                                               | Kyffhäuserkreis II                                                                |                                                                                   | Jens Cotta                                                                        | Jens Cotta                                                                        |                                                                                   | 39.7                                                                              | 19.8                                                                              | 16.8                                                                              | 13.4                                                                              | 4.9                                                                               | 5.4                                                                               |      |      |      |     |     |     |
| 012                                                                               | Schmalkalden-Meiningen I                                                          |                                                                                   | Michael Heym                                                                      | Vivien Rottstedt                                                                  |                                                                                   | 35.0                                                                              | 21.7                                                                              | 16.5                                                                              | 11.2                                                                              | 7.5                                                                               | 8.1                                                                               |      |      |      |     |     |     |
| 013                                                                               | Schmalkalden-Meiningen II                                                         | Vacante                                                                           | Vacante                                                                           | Jan Abicht                                                                        |                                                                                   | 35.9                                                                              | 21.3                                                                              | 17.8                                                                              | 11.3                                                                              | 6.0                                                                               | 7.7                                                                               |      |      |      |     |     |     |
| 014                                                                               | Gotha I                                                                           |                                                                                   | Birger Gröning                                                                    | Marcel Kramer                                                                     |                                                                                   | 35.7                                                                              | 22.7                                                                              | 15.7                                                                              | 11.7                                                                              | 7.8                                                                               | 6.4                                                                               |      |      |      |     |     |     |
| 015                                                                               | Gotha II                                                                          |                                                                                   | Matthias Hey                                                                      | Stephan Steinbrück                                                                |                                                                                   | 32.3                                                                              | 20.0                                                                              | 14.8                                                                              | 12.9                                                                              | 12.6                                                                              | 7.4                                                                               |      |      |      |     |     |     |
| 016                                                                               | Sömmerda I – Gotha III                                                            |                                                                                   | Jörg Kellner                                                                      | Daniel Haseloff                                                                   |                                                                                   | 34.2                                                                              | 24.0                                                                              | 16.9                                                                              | 10.9                                                                              | 6.4                                                                               | 7.6                                                                               |      |      |      |     |     |     |
| 017                                                                               | Sömmerda II                                                                       |                                                                                   | Torsten Czuppon                                                                   | Torsten Czuppon                                                                   |                                                                                   | 38.1                                                                              | 21.5                                                                              | 16.9                                                                              | 12.6                                                                              | 4.2                                                                               | 6.7                                                                               |      |      |      |     |     |     |
| 018                                                                               | Hildburghausen I – Schmalkalden-Meiningen III                                     |                                                                                   | Nadine Hoffmann                                                                   | Nadine Hoffmann                                                                   |                                                                                   | 40.0                                                                              | 20.3                                                                              | 14.9                                                                              | 9.6                                                                               | 3.8                                                                               | 11.4                                                                              |      |      |      |     |     |     |
| 019                                                                               | Sonneberg I                                                                       |                                                                                   | Beate Meißner                                                                     | Jürgen Treutler                                                                   |                                                                                   | 40.2                                                                              | 24.9                                                                              | 15.2                                                                              | 10.4                                                                              | 3.5                                                                               | 5.8                                                                               |      |      |      |     |     |     |
| 020                                                                               | Hildburghausen II – Sonneberg II                                                  |                                                                                   | Henry Worm                                                                        | Melanie Berger                                                                    |                                                                                   | 38.2                                                                              | 22.9                                                                              | 17.2                                                                              | 10.5                                                                              | 3.4                                                                               | 7.8                                                                               |      |      |      |     |     |     |
| 021                                                                               | Suhl – Schmalkalden-Meiningen IV                                                  |                                                                                   | Philipp Weltzien                                                                  | Thomas Luhn                                                                       |                                                                                   | 32.9                                                                              | 22.8                                                                              | 19.8                                                                              | 12.9                                                                              | 5.0                                                                               | 6.6                                                                               |      |      |      |     |     |     |
| 022                                                                               | Ilm-Kreis I                                                                       |                                                                                   | Andreas Bühl                                                                      | Andreas Bühl                                                                      |                                                                                   | 33.5                                                                              | 22.2                                                                              | 15.0                                                                              | 14.5                                                                              | 5.7                                                                               | 9.1                                                                               |      |      |      |     |     |     |
| 023                                                                               | Ilm-Kreis II                                                                      |                                                                                   | Olaf Kießling                                                                     | Olaf Kießling                                                                     |                                                                                   | 35.4                                                                              | 20.7                                                                              | 16.0                                                                              | 13.5                                                                              | 5.4                                                                               | 9.0                                                                               |      |      |      |     |     |     |
| 024                                                                               | Erfurt I                                                                          |                                                                                   | Karola Stange                                                                     | Sascha Schlösser                                                                  |                                                                                   | 31.2                                                                              | 22.5                                                                              | 17.2                                                                              | 14.9                                                                              | 6.2                                                                               | 8.0                                                                               |      |      |      |     |     |     |
| 025                                                                               | Erfurt II                                                                         | Vacante                                                                           | Vacante                                                                           | Niklas Waßmann                                                                    |                                                                                   | 20.7                                                                              | 22.0                                                                              | 13.6                                                                              | 19.9                                                                              | 10.1                                                                              | 13.7                                                                              |      |      |      |     |     |     |
| 026                                                                               | Erfurt III                                                                        |                                                                                   | Bodo Ramelow                                                                      | Bodo Ramelow                                                                      |                                                                                   | 17.9                                                                              | 22.5                                                                              | 13.7                                                                              | 16.4                                                                              | 11.9                                                                              | 17.6                                                                              |      |      |      |     |     |     |
| 027                                                                               | Erfurt IV                                                                         |                                                                                   | André Blechschmidt                                                                | Marek Erfurth                                                                     |                                                                                   | 26.1                                                                              | 22.0                                                                              | 16.9                                                                              | 16.8                                                                              | 8.5                                                                               | 9.7                                                                               |      |      |      |     |     |     |
| 028                                                                               | Saalfeld-Rudolstadt I                                                             |                                                                                   | Karlheinz Frosch                                                                  | Thomas Benninghaus                                                                |                                                                                   | 37.0                                                                              | 20.7                                                                              | 18.7                                                                              | 11.6                                                                              | 4.7                                                                               | 7.3                                                                               |      |      |      |     |     |     |
| 029                                                                               | Saalfeld-Rudolstadt II                                                            |                                                                                   | Maik Kowalleck                                                                    | Denis Häußer                                                                      |                                                                                   | 36.6                                                                              | 21.4                                                                              | 17.6                                                                              | 11.0                                                                              | 5.0                                                                               | 8.4                                                                               |      |      |      |     |     |     |
| 030                                                                               | Weimarer Land I – Saalfeld-Rudolstadt III                                         |                                                                                   | Mike Mohring                                                                      | Brunhilde Nauer                                                                   |                                                                                   | 33.4                                                                              | 22.1                                                                              | 17.7                                                                              | 12.3                                                                              | 5.2                                                                               | 9.3                                                                               |      |      |      |     |     |     |
| 031                                                                               | Weimar I – Weimarer Land II                                                       |                                                                                   | Thomas Gottweiss                                                                  | Peter Gerhardt                                                                    |                                                                                   | 35.4                                                                              | 23.9                                                                              | 16.0                                                                              | 12.0                                                                              | 4.8                                                                               | 7.9                                                                               |      |      |      |     |     |     |
| 032                                                                               | Weimar II                                                                         |                                                                                   | Steffen Dittes                                                                    | Ulrike Grosse-Röthig                                                              |                                                                                   | 19.1                                                                              | 20.7                                                                              | 15.0                                                                              | 19.4                                                                              | 10.2                                                                              | 15.6                                                                              |      |      |      |     |     |     |
| 033                                                                               | Saale-Orla-Kreis I                                                                |                                                                                   | Uwe Thrum                                                                         | Uwe Thrum                                                                         |                                                                                   | 40.7                                                                              | 23.0                                                                              | 15.4                                                                              | 12.0                                                                              | 3.0                                                                               | 5.9                                                                               |      |      |      |     |     |     |
| 034                                                                               | Saale-Orla-Kreis II                                                               | Vacante                                                                           | Vacante                                                                           | Ringo Mühlmann                                                                    |                                                                                   | 40.2                                                                              | 23.6                                                                              | 15.2                                                                              | 10.6                                                                              | 3.8                                                                               | 6.6                                                                               |      |      |      |     |     |     |
| 035                                                                               | Saale-Holzland-Kreis I                                                            |                                                                                   | Stephan Tiesler                                                                   | Stephan Tiesler                                                                   |                                                                                   | 31.8                                                                              | 25.2                                                                              | 15.2                                                                              | 13.4                                                                              | 5.5                                                                               | 8.9                                                                               |      |      |      |     |     |     |
| 036                                                                               | Saale-Holzland-Kreis II                                                           |                                                                                   | Mario Voigt                                                                       | Wiebke Muhsal                                                                     |                                                                                   | 34.4                                                                              | 26.7                                                                              | 15.5                                                                              | 11.6                                                                              | 4.2                                                                               | 7.6                                                                               |      |      |      |     |     |     |
| 037                                                                               | Jena I                                                                            |                                                                                   | Torsten Wolf                                                                      | Jens Thomas                                                                       |                                                                                   | 14.3                                                                              | 18.9                                                                              | 13.2                                                                              | 22.3                                                                              | 11.0                                                                              | 20.3                                                                              |      |      |      |     |     |     |
| 038                                                                               | Jena II                                                                           |                                                                                   | Gudrun Lukin                                                                      | Lena Saniye Güngör                                                                |                                                                                   | 18.7                                                                              | 21.4                                                                              | 15.4                                                                              | 19.7                                                                              | 10.3                                                                              | 14.5                                                                              |      |      |      |     |     |     |
| 039                                                                               | Greiz I                                                                           |                                                                                   | Volker Emde                                                                       | Martina Schweinsburg                                                              |                                                                                   | 37.6                                                                              | 26.4                                                                              | 15.4                                                                              | 10.6                                                                              | 3.6                                                                               | 6.4                                                                               |      |      |      |     |     |     |
| 040                                                                               | Greiz II                                                                          |                                                                                   | Christian Tischner                                                                | Christian Tischner                                                                |                                                                                   | 37.1                                                                              | 27.1                                                                              | 15.2                                                                              | 10.6                                                                              | 3.9                                                                               | 6.1                                                                               |      |      |      |     |     |     |
| 041                                                                               | Gera I                                                                            |                                                                                   | Daniel Reinhardt                                                                  | Dieter Laudenbach                                                                 |                                                                                   | 34.6                                                                              | 21.4                                                                              | 16.5                                                                              | 13.5                                                                              | 5.2                                                                               | 8.8                                                                               |      |      |      |     |     |     |
| 042                                                                               | Gera II                                                                           |                                                                                   | Wolfgang Lauerwald                                                                | Wolfgang Lauerwald                                                                |                                                                                   | 36.7                                                                              | 20.6                                                                              | 17.3                                                                              | 14.2                                                                              | 4.3                                                                               | 6.9                                                                               |      |      |      |     |     |     |
| 043                                                                               | Altenburger Land I                                                                |                                                                                   | Thomas Rudy                                                                       | Thomas Hoffmann                                                                   |                                                                                   | 41.3                                                                              | 21.9                                                                              | 16.5                                                                              | 9.2                                                                               | 4.5                                                                               | 6.6                                                                               |      |      |      |     |     |     |
| 044                                                                               | Altenburger Land II                                                               |                                                                                   | Christoph Zippel                                                                  | Torben Braga                                                                      |                                                                                   | 38.4                                                                              | 24.7                                                                              | 15.6                                                                              | 10.8                                                                              | 4.7                                                                               | 5.8                                                                               |      |      |      |     |     |     |

### Por grupos sociales
| Demografía                 | AfD  | CDU  | BSW  | Linke | SPD | Grüne | FDP | Otros |
| -------------------------- | ---- | ---- | ---- | ----- | --- | ----- | --- | ----- |
| Demografía                 |      |      |      |       |     |       |     |       |
|                            |      |      |      |       |     |       |     |       |
| Voto total                 | 32.8 | 23.6 | 15.8 | 13.1  | 6.1 | 3.2   | 1.1 | 4.3   |
| Edad                       |      |      |      |       |     |       |     |       |
| 16-24                      | 38   | 13   | 12   | 16    | 7   | 5     | 1   | 8     |
| 25-34                      | 36   | 16   | 13   | 14    | 7   | 6     | 1   | 7     |
| 35-44                      | 36   | 21   | 13   | 10    | 7   | 5     | 2   | 6     |
| 45-59                      | 37   | 24   | 15   | 10    | 5   | 3     | 1   | 5     |
| 60-69                      | 32   | 26   | 19   | 13    | 5   | 1     | 1   | 3     |
| 70+                        | 19   | 31   | 19   | 20    | 7   | 1     | 1   | 2     |
| Sexo                       |      |      |      |       |     |       |     |       |
| Mujeres                    | 27   | 24   | 18   | 14    | 6   | 4     | 1   | 6     |
| Hombres                    | 38   | 22   | 14   | 12    | 6   | 3     | 1   | 4     |
| Educación                  |      |      |      |       |     |       |     |       |
| Baja                       | 47   | 21   | 12   | 11    | 4   | 1     | 0   | 4     |
| Media                      | 41   | 22   | 17   | 11    | 4   | 1     | 1   | 3     |
| Alta                       | 21   | 26   | 15   | 16    | 10  | 6     | 2   | 4     |
| Clasificación sociolaboral |      |      |      |       |     |       |     |       |
| Autónomo                   | 30   | 32   | 15   | 6     | 4   | 5     | 3   | 5     |
| Empleado                   | 33   | 23   | 15   | 14    | 6   | 4     | 1   | 4     |
| Trabajador                 | 49   | 15   | 16   | 8     | 4   | 2     | 1   | 5     |
| Pensionista                | 23   | 30   | 19   | 16    | 7   | 1     | 1   | 3     |
| Fuente: Infratest dimap    |      |      |      |       |     |       |     |       |

### Por formación política

Resultados por circunscripción de la AfD.
Resultados por circunscripción de la CDU.
Resultados por circunscripción de la BSW.
Resultados por circunscripción de Linke.
Resultados por circunscripción del SPD.

## Consecuencias
Esta fue la primera vez que la AfD ganó la pluralidad de escaños en una elección estatal. Con más de un tercio de los escaños, la AfD tiene una Sperrminorität ("minoría de bloqueo"), lo que significa que ciertas acciones parlamentarias que requieren una mayoría de dos tercios, como la elección del presidente del Parlamento Regional, el nombramiento de jueces, enmiendas a la constitución estatal y una disolución temprana del parlamento, no pueden tener lugar sin su apoyo, incluso si no está en el gobierno. El canciller Olaf Scholz pidió a otros partidos políticos que evitaran que la AfD gobernara manteniendo un "cortafuegos" contra ellos. Describió los resultados de las elecciones como "amargos" y "preocupantes" e instó a otros partidos a formar gobiernos estables sin involucrar a los extremistas de derecha. En respuesta, la colíder de la AfD, Alice Weidel, declaró que los votantes de Turingia y Sajonia habían dado a su partido un "mandato claro para gobernar" y que "los cortafuegos son antidemocráticos".   Sin embargo, los analistas consideraron que era poco probable que participaran en el gobierno; todos los demás partidos han descartado formar una coalición con la AfD y su líder de Turingia, Björn Höcke, debido a sus tendencias extremistas. La Oficina Estatal para la Protección de la Constitución clasifica a la AfD de Turingia como una organización extremista de derecha, y Höcke ha sido declarado culpable de usar eslóganes nazis.
Después de las elecciones tanto en Turingia como en Sajonia, Sahra Wagenknecht, líder de la BSW, declaró sus preferencias de formar una coalición con la CDU y/o el SPD en una entrevista con ARD. 
Bloomberg informó que los resultados fueron un golpe para la acción climática, ya que los Verdes se quedaron fuera del Landtag, mientras que la AfD, que niega el cambio climático provocado por el hombre, se convirtió en el partido más grande. Según el instituto de encuestas Infratest dimap, la campaña estuvo dominada por los temas de inmigración, bienestar social y el apoyo alemán a Ucrania, con solo el 4,7% de los votantes enumerando la protección climática como una preocupación principal.
El día después de las elecciones, el ejecutivo de la CDU votó por unanimidad para buscar conversaciones exploratorias con el BSW y el SPD. La líder regional de la BSW, Katja Wolf, declaró que la líder federal Sahra Wagenknecht asistiría a estas discusiones iniciales para "defender los problemas de guerra y paz", pero no participaría en más negociaciones. Bodo Ramelow y La Izquierda pidieron a la CDU que "actúe de manera responsable" y encuentre una mayoría entre los partidos democráticos. También negaron los rumores de que los diputados del partido pudieran desertar al BSW para proporcionar al posible gobierno una mayoría parlamentaria. 
El cargo de Presidente del Parlamento Regional está tradicionalmente reservado para el partido más grande del parlamento. Sin embargo, la CDU, la izquierda y el SPD rechazaron la posibilidad de que la AfD mantuviera esta posición dada su clasificación como partido extremista. La líder de BSW, Katja Wolf, coincidió, pero aclaró que el caucus de su partido aún no había tomado una decisión final sobre el tema.
El 22 de noviembre se presentó un proyecto de acuerdo de coalición completo en el Landtag. En la primera semana de diciembre, el ejecutivo de la CDU lo aprobó con 37 de 38 votos a favor. La BSW lo sometió a su membresía estatal de pleno derecho, que en ese momento eran 126 personas, y fue aprobado con 76 votos a favor y 28 en contra; Sahra Wagenknecht también había respaldado la ratificación del acuerdo. El SPD también presentó el acuerdo a sus plenos miembros para una votación, que a pesar de una campaña contra la ratificación por parte de la juventud del partido, vio el 68 por ciento de los aproximadamente 1.700 votos a favor.
La elección de un Ministro-Presidente estaba programada para el 12 de diciembre. La Izquierda condicionó cualquier voto a favor de Voigt a un acuerdo escrito que formaliza las relaciones entre ella y la coalición, en particular la estipulación de que el voto del Ministro-Presidente, así como los compromisos legislativos solo involucran a esos cuatro partidos "para evitar el potencial de chantaje" de AfD. Como la CDU nacional ha aprobado una "resolución de incompatibilidad" con respecto a La Izquierda y la AfD, que prohíbe cualquier acuerdo formal con cualquiera de los partidos, Voigt no ha aceptado esto. La Izquierda, sin embargo, señaló que tal "pacto de estabilidad" se había firmado con la CDU después de la crisis del gobierno de 2020. El día antes de la elección del Ministro-Presidente, los partidos de la coalición hicieron una propuesta de "3 más 1" para incluir a la Izquierda como la "oposición constructiva", invitando a sus líderes a consultas legislativas mensuales a cambio de apoyo en las elecciones y para el presupuesto estatal, esencialmente formando un acuerdo de confianza y suministro no escrito.
Poco antes de las elecciones, el líder parlamentario de La Izquierda, Christian Schaft, publicó en Twitter que varios de los miembros de su bloque tenían la intención de votar por Voigt, aunque advirtió que "nuestros votos son un avance de confianza, no un cheque en blanco". Voigt fue elegido Ministro-Presidente en la primera votación con 51 votos a favor, 33 votos en contra y 4 abstenciones. 